# Route 666
Route 666 é o segundo álbum da banda cover feminina The Iron Maidens e o primeiro pela sua gravadora japonesa Powerslave Records e é também o primeiro lançamento com Heather Baker (que substitiuiu Elizabeth Schall e Josephine Soegijanty). Produzido por Bob Kulick e Brett Chassen (que em 2005 trabalhou no álbum tributo Numbers from the Beast). Route 666 é um lançamento em CD/DVD, o DVD contém apresentações ao vivo da banda no Galaxy Theatre em Santa Ana na Califórnia em 12 de março de 2005. O mais notável são as aparições de Phil Campbell guitarrista do Motörhead e o tecladista do Iron Maiden Michael Kenney.
A capa feita por  Tommy Pons mostra a nova mascote da banda Charlotte (chamada assim por causa da canção do Iron Maiden "Charlotte the Harlot").

## Lista de faixas

### CD
1. "Die With Your Boots On" (Bruce Dickinson, Adrian Smith, Harris) - 5:25
2. "Fear of the Dark" - 7:23
3. "The Prisoner" (Smith, Harris) - 6:06
4. "Revelations" (Dickinson) - 6:59
5. "The Trooper" (Ao vivo) - 4:16

### DVD
1. "The Ides of March"
2. "Wrathchild"
3. "The Trooper"
4. "Powerslave" (Dickinson)
5. "Wasted Years" (Smith)
6. "Phantom of the Opera"
7. "The Clairvoyant"
8. "Seventh Son of a Seventh Son"
9. "Run to the Hills"
  - Créditos finais: "Always Look on the Bright Side of Life" (Eric Idle)

## Créditos
- Aja Kim (mais conhecida como Bruce Lee Chickinson) – vocais
- Sara Marsh (mais conhecida como Mini Murray) – guitarra, backing vocals
- Heather Baker (mais conhecida como Adrienne Smith) – guitarra (Somente CD)
- Josephine Soegijanty (mais conhecida como Adrienne Smith) - guitarra, backing vocals (Somente DVD)
- Wanda Ortiz (mais conhecida como Steph Harris) – baixo, backing vocals (DVD)
- Linda McDonald (mais conhecida como Nikki McBurrain) – bateria, backing vocals com
- Phil Campbell - guitarra em "The Trooper" (Somente CD)
- Michael Kenney - Teclados em "The Clairvoyant" e "Seventh Son of a Seventh Son" (Somente DVD)